# Großsteingrab Bakkegård
Das Großsteingrab Bakkegård war eine megalithische Grabanlage der jungsteinzeitlichen Nordgruppe der Trichterbecherkultur im Kirchspiel Gørløse in der dänischen Kommune Hillerød. Es wurde im späten 19. oder frühen 20. Jahrhundert zerstört.

## Lage
Das Grab lag am Nordwestrand von Gørløse beim Hof Bakkegård. In der näheren Umgebung gibt bzw. gab es zahlreiche weitere megalithische Grabanlagen.

## Forschungsgeschichte
Im Jahr 1890 führten Mitarbeiter des Dänischen Nationalmuseums eine Dokumentation der Fundstelle durch. Bei einer weiteren Dokumentation im Jahr 1942 waren nur noch Reste der Hügelschüttung vorhanden.

## Beschreibung
Die Anlage besaß eine nordost-südwestlich orientierte längliche Hügelschüttung, von der 1890 nur noch der Mittelteil erhalten war. Es waren noch einige Umfassungssteine vorhanden. Am nordöstlichen Ende befand sich eine Grabkammer. Sie besaß je einen Wandstein an allen vier Seiten und ist somit als Urdolmen anzusprechen. Zu den Maßen und der Orientierung der Kammer liegen keine Angaben vor.